# Rayo Oklahoma City
El Rayo Oklahoma City FC, más conocido por su abreviatura Rayo OKC, fue un club de fútbol con sede en Oklahoma City, Estados Unidos. Se trataba de una franquicia del Rayo Vallecano de Madrid que compitió en la temporada 2016 de la North American Soccer League. Sin embargo, el equipo matriz no pudo garantizar su continuidad y desapareció en enero de 2017.

## Historia
El Rayo Oklahoma City fue un club de fútbol impulsado por Raúl Martín Presa, presidente del Rayo Vallecano en la liga española, junto con las empresas locales OKC Pro Soccer LLC y Sold Out Strategies, este último expropietario del Oklahoma City F.C. Según el proyecto inicial, el Rayo Vallecano aportaría los colores sociales y parte del presupuesto, cercano a los 1,5 millones de euros, mientras que la gestión diaria correría a cargo de los estadounidenses. El objetivo final era consolidarlo como el referente futbolístico de Oklahoma, si bien desde 2014 ya existía el Oklahoma City Energy de la USL PRO.
La presentación oficial tuvo lugar el 10 de noviembre de 2015, con la confirmación de que disputaría la North American Soccer League (NASL) a partir de la temporada 2016.
Desde el principio hubo dudas sobre la viabilidad del Rayo OKC. Del lado vallecano se cuestionaba que un club modesto, con escaso presupuesto y muy vinculado a la comunidad local pudiera invertir en Estados Unidos, si bien Martín Presa lo asumía como «un proyecto de futuro» y una opción más para desarrollar la cantera. Y del lado estadounidense había dos problemas: la recesión económica del estado y la mayor base de aficionados del Energy, por la que los rayistas deberían disputar sus encuentros en Yukon, a 22 kilómetros de la capital.
A mediados de la temporada 2016, el Rayo Vallecano había descendido a Segunda División y el Rayo OKC dejó de ser un proyecto viable. El grupo Sold Out Strategies retiró su participación en agosto de 2016, a lo que siguieron disputas entre Martín Presa, el resto de accionistas minoritarios y los proveedores. En ese sentido, desde el Rayo aseguran que Sold Out habría falseado los datos económicos, algo que ellos niegan. El 1 de diciembre de 2016 ya se había rescindido el contrato de todos los futbolistas, y en enero de 2017 la NASL confirmó que el Rayo OKC no iba a participar en la próxima edición, lo que significaba su desaparición.

### Temporada 2016
El Rayo OKC solo disputó la temporada 2016 de la North American Soccer League (NASL). El entrenador elegido fue Alen Marcina, procedente de los San Antonio Scorpions, y se formó un plantel completo de 23 futbolistas, algunos de ellos internacionales como Georgios Samaras, Derek Boateng, Daniel Fernandes, Marvin Chávez, Robbie Findley y Richard Menjívar. De todos los contratados, sólo dos eran españoles: Yuma y Juanan.
El club terminó la temporada regular en cuarta posición, clasificándose para el playoff por el título. Allí fueron eliminados en semifinales por New York Cosmos, eventual campeón de la NASL. Toda la campaña estuvo marcada por problemas extradeportivos, agravados con la dimisión de Alen Marcina y todo su staff cuando el club les exigió renunciar al 40% de su salario y a realizar los viajes en autobús. Marcina fue reemplazado por el catalán Gerard Nus, un asistente técnico del Rayo Vallecano que tras la eliminación en playoffs regresaría a España. La asistencia media había sido de 3.388 espectadores, la tercera más baja del torneo.